# 韓國鐵道新村號型柴聯車
韓國鐵道新村號型柴聯車是韩国铁道厅和後繼的韩国铁道公社使用的101、111、251系柴聯車的合稱，最高速度150公里/小時，作為新村號列車运营。又稱為DHC (Diesel Hydraulic Car，柴油液壓車)或PP動車。

## 概要
新村號自1969年以觀光號名義開始運行後，主要以柴油機車牽引。1980年新村號開始投入使用9201系柴聯車，但僅有10組，為迎接1988年夏季奧林匹克運動會，增加列車舒適度，韩国铁道厅決定停用9201系柴聯車，並大量投入柴油動力推拉式列車。
新村號型柴聯車於1987年開始投入使用，按製造時間先後分為：
- 101系：第一批列車，1987~1988年製造，最初名稱為211系，製造20輛動力車，因動力較小僅以5、6節編組運營，特點是有一節餐車與特等客車混合車廂，以及動力車座位有24人，但沒有腿部支撐架。[1][2]
- 111系：1988~1994年製造，最初名稱為231系，動力較101系增加30%，通常採8節編組運營，有獨立的餐車與特等客車車廂，動力車座位20人。[3][4]
- 251系：1992~1994年製造，全部車廂採用特等客車布局，可與111系混編。

車廂按照功能分為
- 動力車：前半部為發動機，後半部有座位，不設化妝室。車體呈流線型，按型號、製造商不同形狀略有差異，101系較111、251系斜面較直、駕駛窗較小；大宇重工业製造的車輛比現代重工和韓進重工製造的車輛具有更圓的外觀。
- 普通客車：座位採2+2布局，按化妝室、車門數量、車廂重量分為A車 (雙門、無化妝室)、B車 (單門、3化妝室)、C車 (單門、2化妝室)，251系全部車廂採用特等客車布局，沒有普通客車。
- 特等客車：座位採2+1布局，又被稱為F車，101系特等座與餐車位於同一車廂，沒有獨立的特等客車。
- 餐车：又被稱為S車，101系特等座與餐車位於同一車廂，沒有獨立的餐車，不設化妝室。
- 餐客混合車：101系特有，又被稱為Tr車，座位採特等座布局，不設化妝室。

## 技術
主發動機由德國MTU腓特烈港有限公司製造，101系發動機功率為1500馬力，111、251系為1980馬力。客車供電發動機由康明斯製造，變速箱為福伊特製造的液力耦合器。制動裝置採用電磁制動和空氣制动，並有備用的自動空氣製動系統，轉向架因車輛製造商而異，因此無法混用。

## 編組
編組可以靈活變化，101系通常使用6節編組，可以擴充至7節編組。111、251系使用8節編組，可以擴充至9節編組，也可以重聯為16節編組。
| 編成           | 6輛編組 | 6輛編組 | 6輛編組 | 6輛編組 | 6輛編組 | 6輛編組 |
| 車号           | 1       | 2       | 3       | 4       | 5       | 6       |
| 種別 （101系） | 動      | 特/餐   | 普      | 普      | 普      | 動      |

| 編成                  | 8輛編組 | 8輛編組 | 8輛編組 | 8輛編組 | 8輛編組 | 8輛編組 | 8輛編組 | 8輛編組 |
| 車号                  | 1       | 2       | 3       | 4       | 5       | 6       | 7       | 8       |
| 種別 （111系）        | 動      | 特      | 餐      | 普      | 普      | 普      | 普      | 動      |
| 種別 （111系・251系） | 動      | 特      | 特      | 餐      | 特      | 特      | 特      | 動      |

| 編成                  | 16輛編組 | 16輛編組 | 16輛編組 | 16輛編組 | 16輛編組 | 16輛編組 | 16輛編組 | 16輛編組 | 16輛編組 | 16輛編組 | 16輛編組 | 16輛編組 | 16輛編組 | 16輛編組 | 16輛編組 | 16輛編組 |
| 車号                  | 1        | 2        | 3        | 4        | 5        | 6        | 7        | 8        | 9        | 10       | 11       | 12       | 13       | 14       | 15       | 16       |
| 種別 （111系）        | 動       | 特       | 餐       | 普       | 普       | 普       | 普       | 動       | 動       | 特       | 餐       | 普       | 普       | 普       | 普       | 動       |
| 種別 （111系・251系） | 動       | 特       | 特       | 餐       | 特       | 特       | 特       | 動       | 動       | 特       | 特       | 餐       | 特       | 特       | 特       | 動       |

## 特色
- 與機車牽引不同，新村號型柴聯車可以將動力車置於列車編組中間，因此可以兩組重聯，運用上兩組列車可以在中間站分離或連接，增加運輸效力。
- 塗裝1993年以前採用韓國國旗的紅、藍塗裝，1993~2005年採用象徵铁道厅的綠、黃塗裝，2005年公司化之後採用韓國鐵道公社的藍、黃塗裝。

## 運用

### 一般運用
新村號型柴聯車共製造438輛車輛，1997年韓國38對新村號列車中，有30對以新村號型柴聯車運行，為當時韓國票價等級最高，且最舒適的列車。運行路線如下：
- 京釜線 ：首爾-釜山，首爾-東大邱，龍山-釜山
- 湖南線 、光州線：龍山-木浦，龍山-光州
- 慶全線 ：首爾-馬山，龍山-馬山，首爾-晉州
- 全羅線 ：龍山-麗水
- 長項線 ：龍山-益山
- 東海南部線 ：首爾-浦項，首爾-蔚山/釜田[6]

2004年韓國高速鐵道開通後，新村號型柴聯車不再是韓國鐵道公社得最優等列車，2006年韓國鐵道公社開始計畫淘汰逐漸老化的新村號，包括機車牽引和新村號型柴聯車。2013年1月15日新村號型柴聯車的動力車退出營運，除了4輛紀念車輛外全數報廢，客車則改為一般新村號客車繼續由機車牽引使用。2014年5月12日韩国铁道公社210000系电力动车组擔當的ITX-新村開始運營，作為取代新村號的車輛。

### 特殊運用
2001年曾製造2列4編組的新村號型柴聯車，作為總統座車命名為「景福號」，金大中曾陪同美國總統小布什搭乘該列車參觀都羅山站和南北鐵路連接工程。景福號目前仍在使用中，使其成為韓國最後仍在運營的新村號型柴聯車，2019年景福號塗裝更改為與ITX-新村相同的紅黑塗裝，以便使其難以從遠處識別。随着2023年12月18日最后一班9501系柴油动车组发出，景福號更成为韩国最后一列使用中的柴油动车组。不过在实际运用上，韩国总统很少搭乘景福號，特别是KTX大范围建设后。

## 事故
2003年5月30日西大田站附近立交橋坍塌，導致行經的首爾開往木浦的新村號型柴聯車4輛車廂出軌，造成178名乘客中40人受傷，為新村號型柴聯車營運歷史最大事故，湖南線和全羅線被迫停運14個小時。

## 圖片

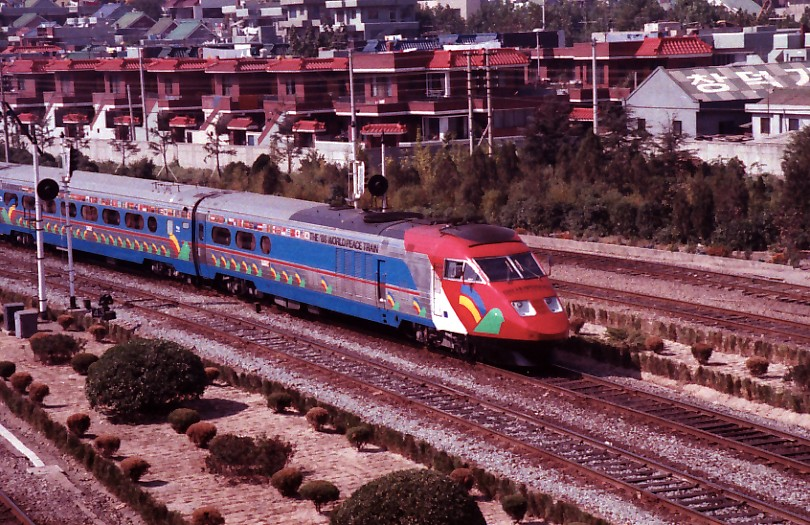
第一代塗裝
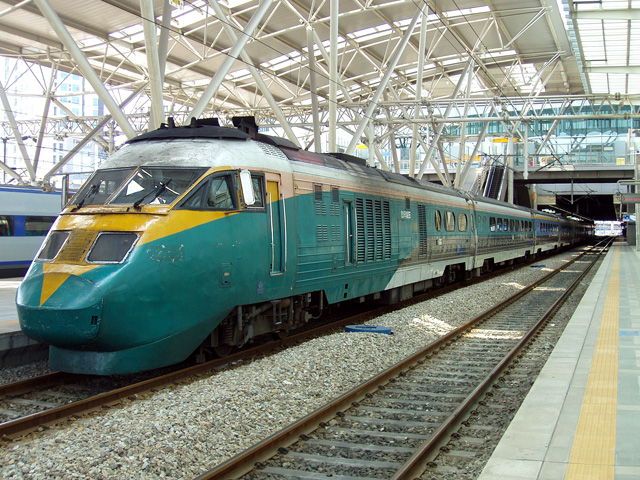
第二代塗裝
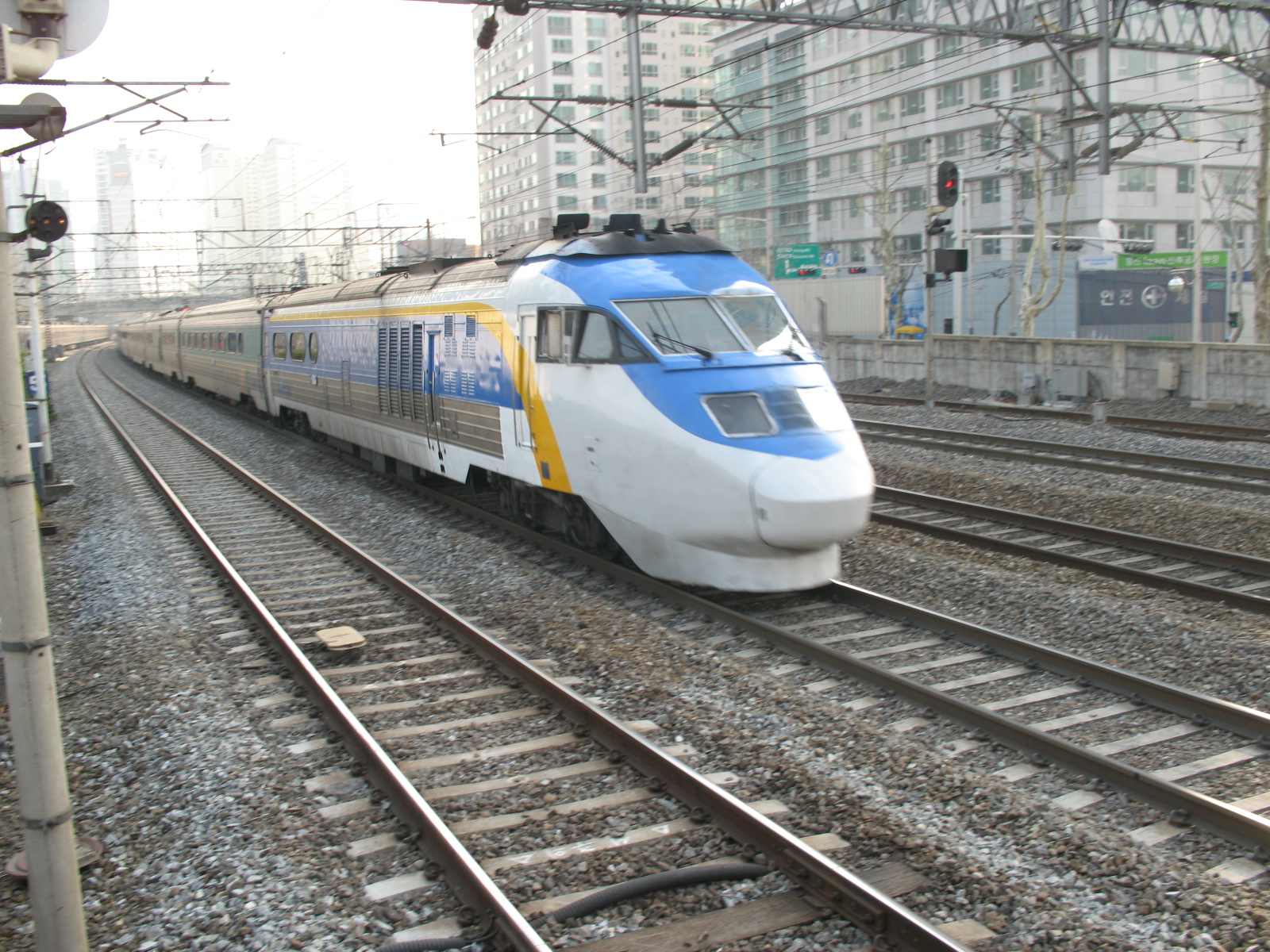
第三代塗裝
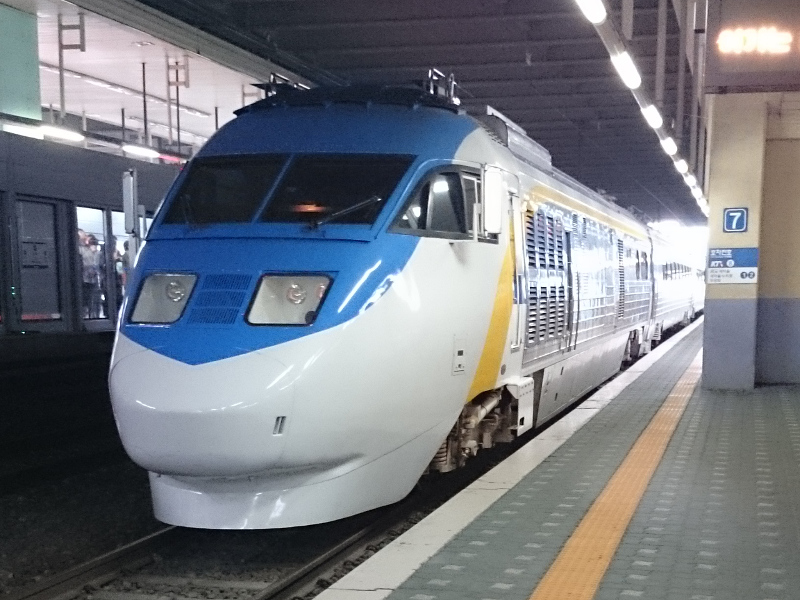
慶福號

## 参看
- 中国铁路25C型客车
- NYJ1型柴油动车组